# Tali (chanteuse)
Pour les articles homonymes, voir Tali.
Tali Golergant (en hébreu : טלי גולרגנט), plus connue sous le seul prénom Tali, est une auteure-compositrice-interprète, productrice, réalisatrice et actrice luxembourgeoise, née le 26 novembre 2000 à Jérusalem (Israël).
Elle a été sélectionnée pour représenter le Luxembourg au Concours Eurovision de la chanson 2024 à Malmö avec sa chanson Fighter. Cette dernière se positionne à la 13e place du classement final, ayant obtenu un total de 103 points à l'issue de la finale du concours Eurovision de la chanson, le 11 mai 2024.

## Biographie

### Famille et origines
Tali Golergant est née en 2000, en Israël d'un père juif péruvien et d'une mère israélienne. Du fait du travail de son père, sa famille et elle ont vécu dans de nombreux pays (Chili, Argentine...) avant de s'installer au Luxembourg.

### Débuts artistiques
Elle a commencé à jouer du piano et chanter à l'âge de 7 ans et a commencé à jouer au théâtre à l'âge de 11 ans. Elle a commencé a écrire des chansons à l'âge de 16 ans.[réf. nécessaire]

### Eurovision 2024

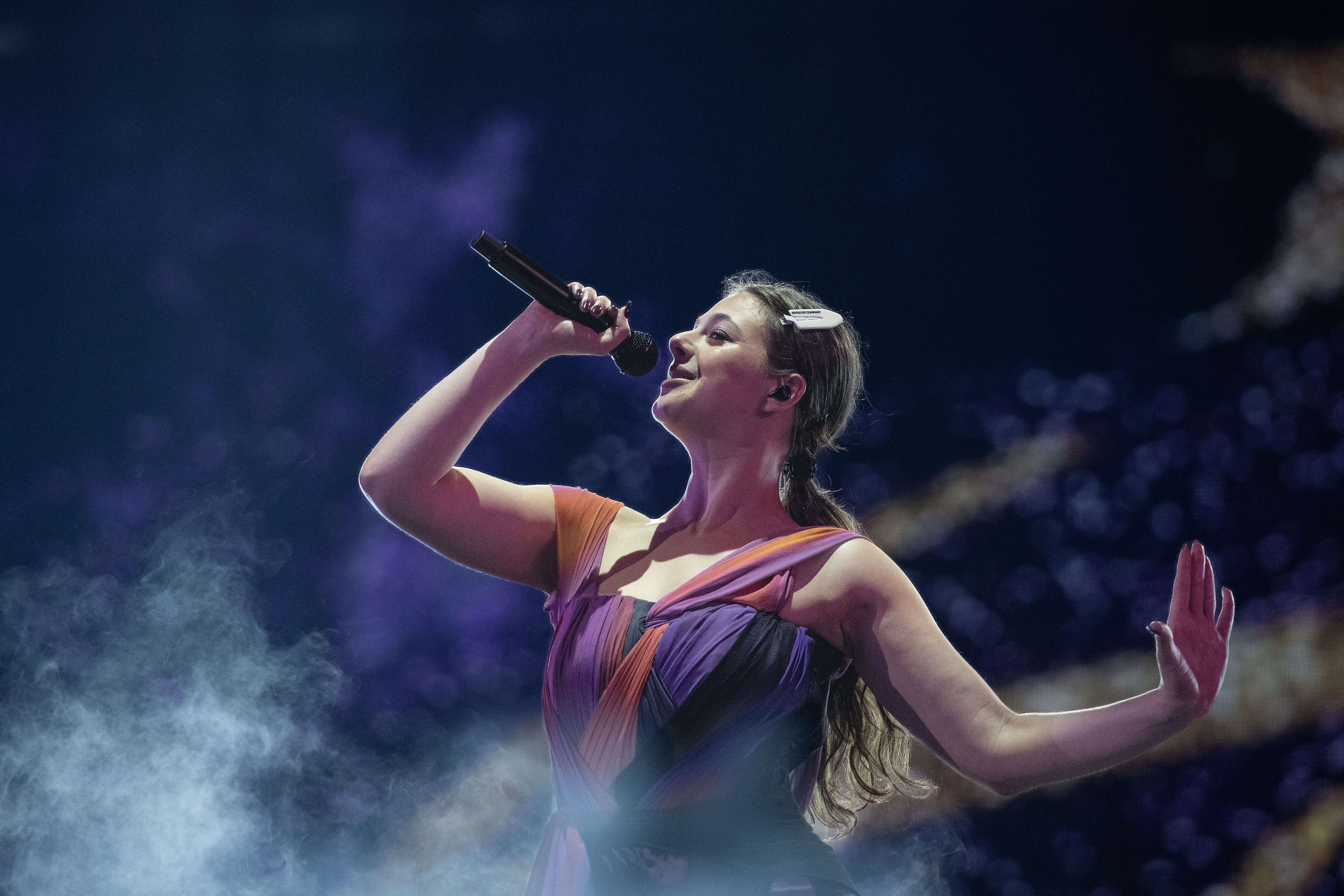
Tali lors du Concours Eurovision 2024.

En décembre 2023, Tali a été annoncée comme l'une des huit finalistes du Luxembourg Song Contest, la sélection nationale luxembourgeoise pour le Concours Eurovision de la chanson 2024. Il a été révélé, le 9 janvier 2024, qu'elle interpréterait la chanson Fighter. Le 27 janvier 2024, elle remporte la sélection, terminant première lors du vote du jury et deuxième lors du vote télévisé, et gagnant donc le droit de représenter le Luxembourg au Concours Eurovision en mai à Malmö. Elle est la première artiste à représenter le Luxembourg depuis le groupe Modern Times en 1993, 31 ans après la dernière participation du Luxembourg au Concours Eurovision de la chanson.

### Vie privée
Elle vit aujourd'hui entre New York et le Luxembourg.